# Khilperic II
Khilperic II (Chilperichus) (vers 672 – 13 de febrer 721) va ser rei merovingi de Nèustria i Borgonya a partir del 715 i l'únic dels francs des del 718 fins a la seva mort. Va ser el darrer rei de la dinastia a exercir autoritat real.

## Biografia
Fill de Khilderic II i Bliquilda, tan sols tenia tres anys quan els seus pares i el seu germà Dagobert van ser assassinats per un grup de nobles descontents. Degut a la seva edat no va ser considerat com a successor del seu pare com a rei dels francs i per protegir-lo de les lluites pel poder fratricides que es vivien a la família merovíngia (i apartar-lo del tron) se'l va recloure a un monestir on prengué el nom de Daniel.
A la mort de Dagobert III, l'any 715, es va convertir en el millor candidat a la corona. Tenia quaranta-tres anys quan, com marcava la tradició, va ser alçat sobre els escuts dels guerrers neustrians per proclamar-lo rei. Prengué el nom de Khilperic II, tot i que per la seva formació monàstica resultà un rei molt diferent de Khilperic I, que es caracteritzà per la seva oposició a l'Església.

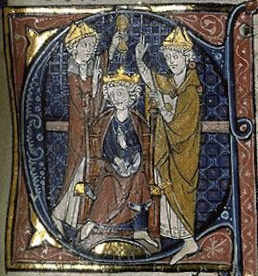
Coronació de Khilperic II

Khilperic va ser coronat amb la intenció que, tal com havia passat amb els anteriors reis merovingis (coneguts amb el sobrenom de mandrosos, fos tan sols un instrument a mans del majordom de palau de Nèustria Ragenfrid. Khilperic, però, resultà ser un líder destacat tant en el govern com en la batalla, i sempre combaté al capdavant dels seus exèrcits.
El 716, ell i Ragenfrid van portar els exèrcits neustrians a Austràsia, que en aquells moments es trobava en guerra civil entre els partidaris de Teodoald, net de Pipí d'Heristal i amb el suport de la seva àvia Plectruda, i els de Carles Martell, fill bastard de Pipí.
L'exèrcit neustrià es va dirigir cap a Colònia, un bastió de Plectruda, i a les proximitats de la ciutat es va enfrontar a Carles Martell. Khilperic resultà victoriós i Carles es va veure obligat a fugir a les muntanyes d'Eifel. Aleshores Khilperic va posar setge a la ciutat de Bolonya per sotmetre el seu altre rival pel poder a Austràsia. Plectrude es va rendir i reconegué Khilperic com a rei, entregant-li els tresors d'Austràsia i renunciant als drets del seu net com a majordom de palau.
Però mentre Khilperic i Ragenfrid tornaven triomfants cap a Nèustria havent-se proclamat reis de tots els francs, Carles Martell els va parar una emboscada prop de Malmedy, castigant el seu exèrcit i fugint després.
A partir d'aquí, Carles Martell no va parar de combatre Khilderic en territori neustrià. Carles Martell no va tornar a ser derrotat i va demostrar la seva superioritat batalla rere batallam fins que el 717 va obtenir una victòria definitiva a Vincy, prop de Cambrai. El rei i el seu majordom van haver de fugir fins a París, i Carles Martell va desplaçar-se a Austràsia per combatre a Plectruda.
Un cop va caure Colònia i prengué el control del regne, Carles va desposseir oficialment del regne d'Austràsia a Khilperic, nomenant rei a Clotari IV. Uns anys més tard, el 718, Khilperic s'aliaria amb Otó el Gran d'Aquitània per recuperar Austràsia, però va ser derrotat un altre cop a Soissons.
Però el 719, a la mort de Clotari IV, Khilperic i Carles negociaren un acord mitjançant el qual Carles accedia a proclamar Khilperic rei de tots els francs a canvi que ell fos nomenat Majordom de Palau de tots els regnes. Tanmateix a partir d'aleshores el poder reial quedaria completament desprestigiat i ell i els seus descendents regnarien de forma purament nominal a mans dels majordoms de palau.
Khilperic va morir un any després a Attigny i fou enterrat a Noyon.